# Кирово (Калужская область)
Кирово — деревня в Износковском районе Калужской области России. Входит в сельское поселение «Деревня Алексеевка»

## География
На реке Нерошка, рядом Ульшино, Алексеевка.

## Население
| 2002 | 2010 |
| ---- | ---- |
| 7    | ↘3   |

## История
В 1782-м году деревня Зиновьево Морозовской волости Медынского уезда.
В 1937-м году переименовано в Кирово.